# Pénzügyi szervezetek biztonsága
A pénzügyi szervezetek biztonsági csapatának (pl. a bankbiztonsági igazgatóságoknak) a célja a pénzügyi szervezetek (pl. hitelintézetek, elektronikuspénz-kibocsátó intézmények és befektetési szolgáltatók) védelme a külső és belső fenyegetésekkel szemben, ideértve az ügyfélpénzek és adatok védelmét is.
A pénzügyi szervezetek működésük során kiemelt figyelmet fordítanak a biztonsági intézkedésekre, amelyek három fő területet ölelnek fel: a fizikai biztonság, az IT biztonság és a visszaélések megelőzése. Ezen utóbbi tevékenységet jellemzően más szervezeti egységekkel közösen látják el, pl. pénzmosási típusú visszaélések esetében az ún. compliance, vagyis megfelelőségi szakterülettel közösen.

## Jogszabályi és szabályozási keretrendszer
A pénzügyi szervezetek működésére szigorú szabályok és előírások vonatkoznak, amelyek célja a pénzügyi stabilitás biztosítása és az ügyfélpénzek védelme azáltal, hogy a pénzügyi szervezetek prúdensen működnek. Ezek az előírások meghatározzák a pl. pénzügyi szervezetek likviditási követelményeit, a tőkemegfelelés szabályait, illetve hitelintézetek esetében a betétbiztosítási rendszerek működését.
A betétbiztosítás célja, hogy a betéteseket megvédje a pénzügyi intézmény fizetésképtelensége esetén. Az Európai Unióban például egy hitelintézetnél elhelyezett betét tőkéje és kamata után főszabály szerint összesen legfeljebb 100.000 eurónak megfelelő forintösszegig kártalanítanak. E fölött a bank felszámolási vagyona biztosít fedezetet. Az ilyen típusú védelem segít megőrizni az ügyfelek bizalmát, és csökkenti a pénzügyi pánik lehetőségét.
Az elektronikuspénz-kibocsátó intézményekre és más pénzügyi szolgáltatókra vonatkozó előírások hasonlóan szigorúak. Az e-pénz intézmények (mint például a BinX) nem kezelheti az ügyfelek pénzét betétként, és nem helyezheti ki hitelként. Ezeket az összegeket elkülönítetten, biztonságos és alacsony kockázatú formában kell tartaniuk, például a Magyar Nemzeti Banknál vezetett számlákon.

## Informatikai biztonság
A pénzügyi szervezetek számára az informatikai biztonság kiemelt fontosságú. Jogszabályok és felügyeleti ajánlások szintjén rendkívül részletes az informatikai biztonságra vonatkozó szabályozás, minden egyes pénzügyi szervezet vonatkozásában. Az informatikai biztonság célja a pénzügyi adatok, ügyféladatok és az informatikai rendszerek védelme a kibertámadások, adatlopások és más típusú fenyegetések ellen. A következő intézkedések gyakran alkalmazottak:
Adattitkosítás: Az érzékeny információk, például az ügyfélszámlák és tranzakciók titkosítása biztosítja, hogy az adatok csak az arra jogosultak számára legyenek elérhetők.
Hozzáférés-kezelés: Az alkalmazottak és rendszerek hozzáférési jogosultságainak szigorú ellenőrzése és korlátozása minimálisra csökkenti a belső fenyegetések kockázatát.
Tűzfalak és behatolásérzékelő rendszerek: A banki rendszerek tűzfalakkal és behatolásérzékelő rendszerekkel védettek, amelyek észlelik és blokkolják a gyanús tevékenységeket.

## Ügyfélazonosítás és csalásmegelőzés
Az ügyfelek azonosítása és a csalásmegelőzés szintén alapvető fontosságú elemei a bankbiztonságnak. A pénzügyi szervezetek különféle technológiákat alkalmaznak az ügyfelek azonosítására, beleértve a kétfaktoros hitelesítést, biometrikus azonosítást (például ujjlenyomat vagy arcfelismerés), és egyéb fejlett hitelesítési módszereket.
A csalásmegelőzési rendszerek folyamatosan elemzik a tranzakciókat és az ügyfélviselkedést, hogy azonosítsák a szokatlan tevékenységeket, amelyek potenciális csalásokra utalhatnak. Az ilyen rendszerek automatikusan figyelmeztetéseket küldenek a biztonsági csapatoknak, és szükség esetén blokkolják a gyanús tranzakciókat.

## A bankbiztonság jövője
A digitális pénzügyi szolgáltatások növekvő térnyerése, mint az e-pénz, a fintech megoldások és a mobilbankolás, új kihívásokat és lehetőségeket hoz a bankbiztonság terén. Az új európai szabályozások, mint például a Digital Operational Resilience Act (DORA), egységesíteni fogják az IT-biztonsági követelményeket az EU-ban, a bankokra, biztosítókra és más pénzügyi szolgáltatókra, valamint az azok számára informatikai jellegű szolgáltatást nyújtó jelentősebb vállalkozásokra egyaránt.
A pénzügyi technológiai innovációk gyors fejlődésével párhuzamosan a bankbiztonság területe is folyamatosan fejlődik, hogy lépést tartson a növekvő kockázatokkal és kihívásokkal.